# Andromeda Mega Express Orchestra

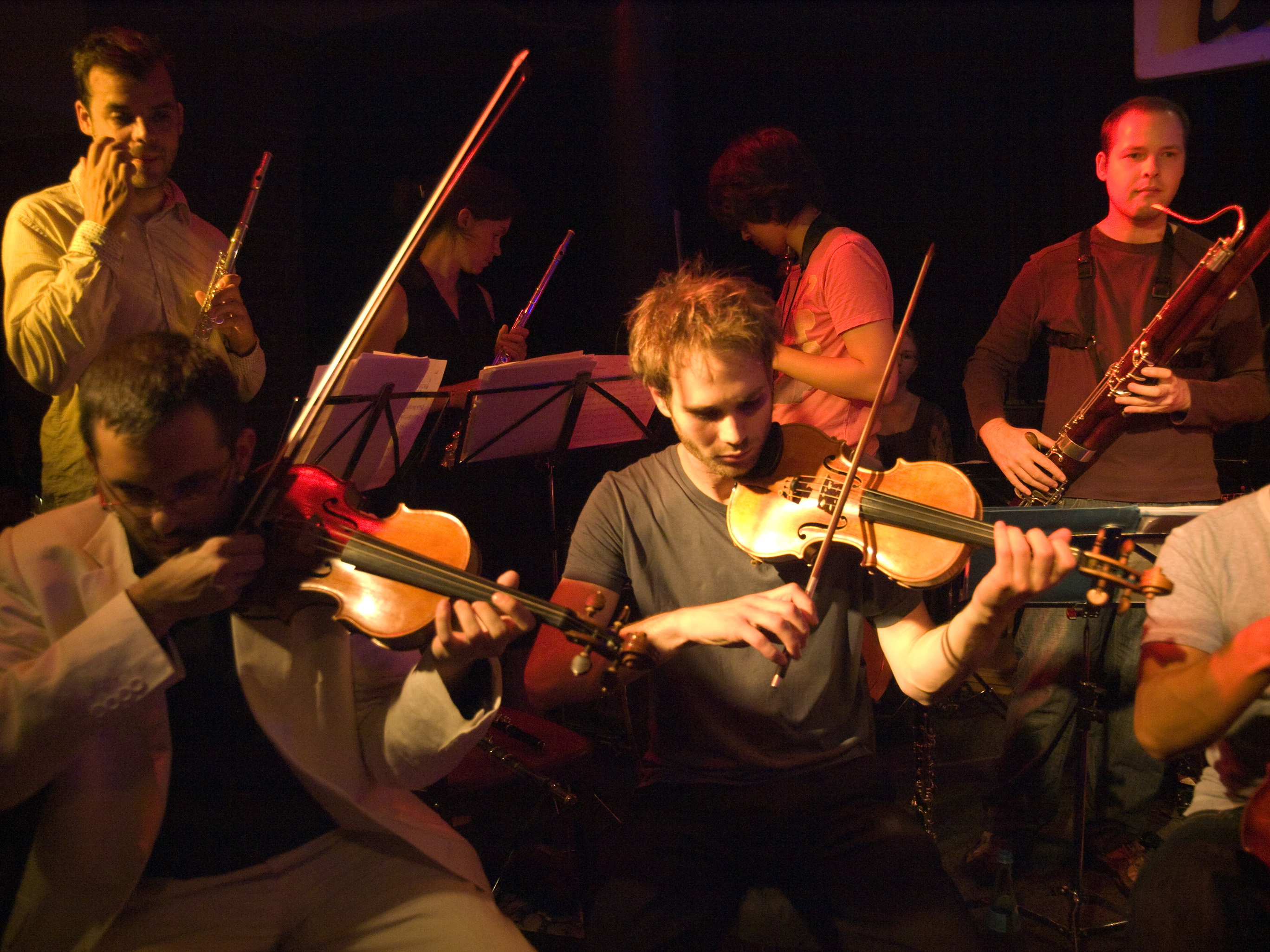
Streichergruppe des Ensembles (2010)

Das Andromeda Mega Express Orchestra ist ein großformatiges, meist 18-köpfiges Ensemble unter der Leitung von Daniel Glatzel, der als alleiniger Komponist und Arrangeur der Formation fungiert. Das Orchester, das sowohl aus Musikern aus dem Jazzbereich als auch der Klassik besteht, wurde 2006 gegründet.

## Geschichte
Das erste Album, eine sehr aufwändige Studioproduktion, wurde 2009 veröffentlicht; ein weiteres Studioalbum, das sich mit Elektronischer Musik und deren Rückübersetzung in akustische Klänge beschäftigte, und ein Livealbum folgten. Daneben entstanden auch Co-Produktionen mit The Notwist (mit denen das Ensemble auch tourte) und mit Efterklang. Am zweiten Album waren auch Sängerinnen wie Jelena Kuljić und der Lusubilo Choir beteiligt. Auf dem dritten Studioalbum Vula (2017), das für Wolf Kampmann ein gelungenes Beispiel für eine gelungene Verbindung von Jazz und Klassik ist, finden sich „verschachtelte Landkarten, die fast mit jedem Takt neue Perspektiven freilegen.“

## Stil
Die Formation zeichnet sich durch „unerschrockene Neugier und Offenheit für fast alles“ aus (Henning Sieverts). Trotz ihrer Spezialisierung haben sich die Musiker, „getragen von Neugierde, Spaß am Musizieren und Freundschaft, die Offenheit für ein gemeinsames, forschendes Projekt bewahrt.“
Glatzels Musik für das Ensemble „passt in keine Schublade, changiert zwischen Jazz und Neuer Musik mit kräftigen Griffen in die traditionelle Zitatenkiste, voll verblüffender, verrückter Wendungen und von erfrischender Ironie.“ Sowohl das Arkestra von Sun Ra als auch die Filmmusiken von Danny Elfman standen Pate: „Die Musik des Andromeda Mega Express Orchestra ist ein motorischer Kraftakt, eine irre Verausgabung an Luft und Fingerarbeit. Und sie erinnert an Zukunftsvisionen aus einer Zeit, als die Zukunft noch aus Blech und Dampf war.“ Die Gruppe tourte auch in den Niederlanden, der Schweiz, in Südkorea, Kasachstan und Südamerika. Ihr Auftritt auf dem JazzFest Berlin 2011 begeisterte mit „Musik, die ganz dezidiert wie Musik des 21. Jahrhunderts klang.“  Aktuell (2019) verfolgt das Ensemble in seinem Programm Neue Orchesterformen „offene Arbeitsprozesse, die spontane Gestaltung und kollektive Kreativität betonen“.

## Preise und Auszeichnungen
Die Gruppe wurde als Großformation 2021 mit dem Deutschen Jazzpreis ausgezeichnet, 2025 als „Live-Act des Jahres.“

## Diskografie
- 2009: Take Off!
- 2012: Bum Bum
- 2014: Live on Planet Earth
- 2017: Vula

Kollaborationen
- 2008: The Notwist The Devil, You + Me
- 2009: The Notwist Sturm
- 2012: The Notwist & Andromeda Mega Express Orchestra Music No Music
- 2013: Efterklang Piramida